# Metzgar-Nunatak
Der Metzgar-Nunatak ist ein 1700 m hoher Nunatak im westantarktischen Ellsworthland. Er ragt 5 km südlich des Tollefson-Nunatak auf in der Gruppe der Yee-Nunatakker auf.
Der United States Geological Survey kartierte ihn anhand eigener Vermessungen, Luftaufnahmen der United States Navy aus den Jahren von 1961 bis 1967 und Landsat-Aufnahmen von 1973 und 1974. Das Advisory Committee on Antarctic Names benannte ihn 1968 nach John M. Metzgar Jr. (* 1938), der zum Satellitenvermessungsteam auf der Amundsen-Scott-Südpolstation im antarktischen Winter 1978 gehörte.